# Сорокуш-малюк білошиїй
Сороку́ш-малюк білошиїй (Thamnophilus bernardi) — вид горобцеподібних птахів родини сорокушових (Thamnophilidae). Мешкає в Еквадорі і Перу.

## Опис

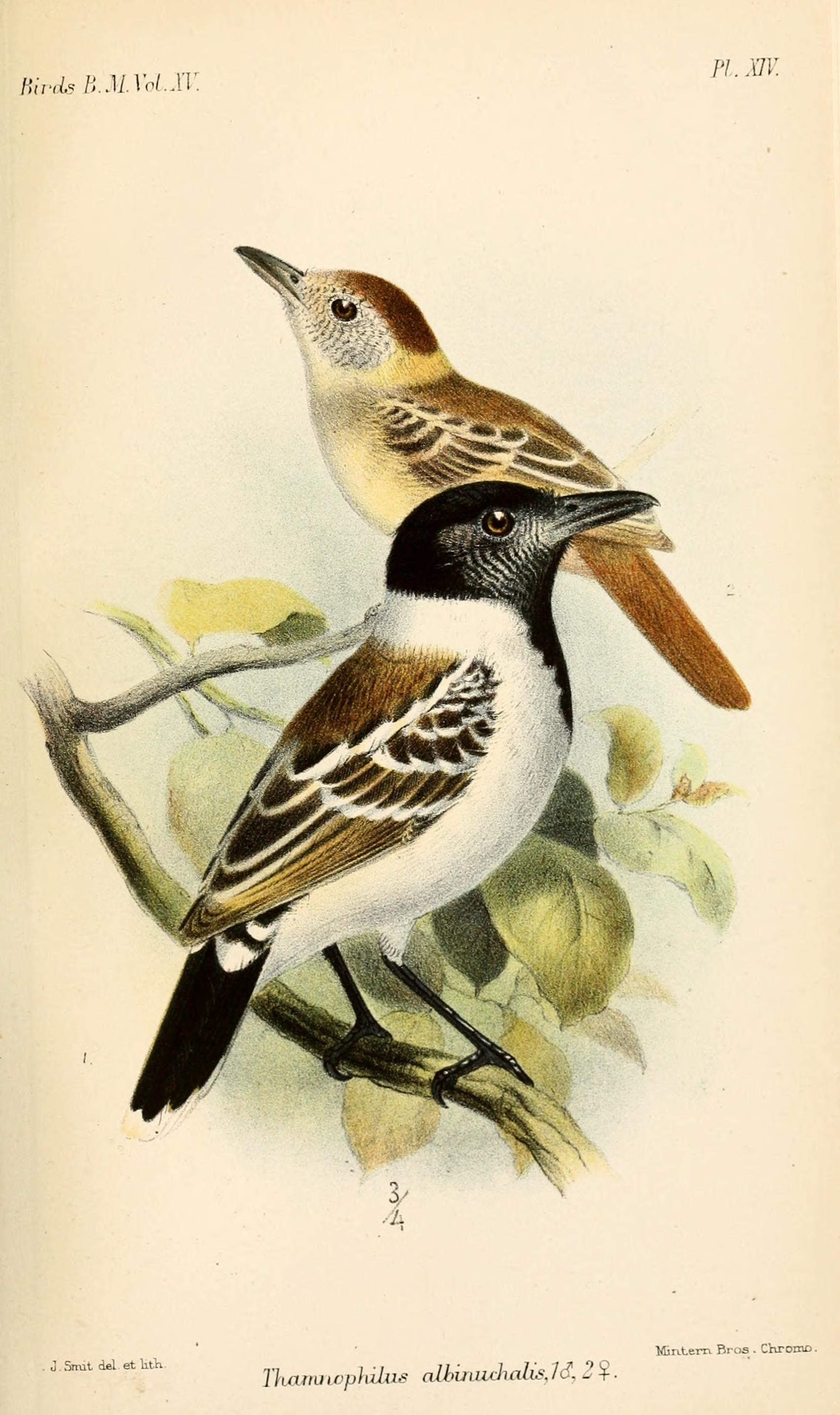
Пара білошиїх сорокушів-малюків

Довжина птаха становить 15-16 см. Виду притаманний статевий диморфізм. У самця чорне горло, верхня частина грудей і голова. Спина і нижня частина тіла білі, крила коричнюваті, хвіст чорний. На крилах і хвості білі плями. Самиці коричнюваті.

## Таксономія
Раніше білошийого сорокуша-малюка відносили до роду Сорокуш-малюк (Sakesphorus), однак за розультатами молекулярно-філогенетичного дослідження був переведений до роду Сорокуш (Thamnophilus).

### Підвиди
Виділяють два підвиди:
- T. b. bernardi Lesson, R, 1844 — західний Еквадор, північно-західне Перу;
- T. b. shumbae (Carriker, 1934) — північно-західне Перу.

Деякі дослідники вважають підвид T. b. shumbae окремим видом Thamnophilus shumbae.

## Поширення і екологія
Білошиї сорокуші-малюки живуть в сухих тропічних лісах і чагарникових заростях.